# هيرمان يونغ
هيرمان يونغ (بالإنجليزية: Herman Young)‏ هو لاعب كرة قاعدة أمريكي، ولد في 14 أبريل 1886 في بوسطن في الولايات المتحدة، وتوفي في 12 ديسمبر 1966 في Ipswich, Massachusetts ‏ في الولايات المتحدة.

## وصلات خارجية
- هيرمان يونغ على موقعبيزبول رفرنس.كوم (الدوري الرئيسي) (الإنجليزية)
- هيرمان يونغ على موقعبيزبول رفرنس.كوم (الدوري الثانوي) (الإنجليزية)
- هيرمان يونغ على موقع مشجعي الرسوم البيانية (الإنجليزية)